# Lithodes macquariae
La centolla (Lithodes macquariae) es una especie de crustáceo decápodo que integra el género de cangrejos litódidos Lithodes. Habita el lecho marino de las frías aguas en el sur del océano Pacífico y en el océano Antártico. 

## Taxonomía, distribución y hábitat
Lithodes macquariae fue descrita originalmente en el año 2010 por el científico Shane T. Ahyong.
La localidad tipo es la isla Macquarie, territorio del estado australiano de Tasmania en el océano Pacífico meridional, a medio camino entre Australia y la Antártida. En esta zona se registró entre 16 y 709 m de profundidad, y entre 998 y 1005 m al oeste de las islas Auckland y en la depresión Solander. Fue registrada en la meseta submarina Campbell (al oeste de las islas Auckland), en el borde de la plataforma de la isla Macquarie y en la isla Pedro I, en el mar de Bellingshausen, a unos 450 kilómetros al oeste del sector continental de la Antártida Occidental.
Es similar a Lithodes turkayi, de la que se distingue por un menor número de espinas y escasos gránulos que cubren los artículos de pereiópodos y por tener las patas caminadoras casi lisas o con pocos gránulos. Las dos especies se pueden también distinguir por la escultura del pleon del macho.